# Pain and Gain
Pain and Gain (br Sem Dor, Sem Ganho, pt Dá & Leva) é um filme de ação, crime e comédia dramática, dirigido por Michael Bay e escrito por Christopher Markus e Stephen McFeely que adaptaram uma reportagem publicada no Miami New Times em 1998, sobre uma gangue de assaltantes. O roteiro transforma a gangue em uma dupla (Mark Wahlberg e Dwayne Johnson) que sequestra um empresário (Tony Shalhoub), não consegue o dinheiro do resgate e deixa o refém à beira da morte. O empresário sobrevive e inicia o planejamento de vingança.
O filme é a segunda vez em que Mark Wahlberg e Dwayne Johnson atuam juntos. A anterior foi em The Other Guys, lançado em 2010. foi lançado no dia 26 de abril de 2013 nos Estados Unidos e 13 de novembro de 2013 no Brasil.

## Sinopse
Daniel Lugo (Mark Wahlberg) adorava malhar e trabalhava como instrutor de fisiculturismo em uma pequena academia, na Flórida, mas ele sonhava grande e queria muito mais. Disposto a realizar este sonho, convence seu fiel seguidor Adrian Doorbal (Anthony Mackie), e o ex-presidiário Paul Doyle (Dwayne Johnson) a participarem de um golpe. A vítima será um dos alunos de Daniel na academia, Victor Kershaw (Tony Shalhoub), um cara cheio da grana. O plano até que deu mais ou menos certo, mas os caras queriam mais e um investigador aposentado chamado Ed Dubois (Ed Harris) começa uma perseguição para colocá-los atrás das grades.

## Elenco
- Mark Wahlberg como Daniel Lugo[5]
- Dwayne Johnson como Paul Doyle[5]
- Anthony Mackie como Adrian Doorbal
- Rebel Wilson como Ramona Eldridge
- Ed Harris como o detetive Ed Du Bois[6]
- Tony Shalhoub como Victor Kershaw
- Ken Jeong como Johnny Wu
- Rob Corddry como John Mese
- Vivi Pineda como o detetive Haworth
- Michael Rispoli como Frank Grin
- Tony Plana como o Capitão George Lopez
- Yolanthe Cabau-Sneijder como Annalee Calvera, namorada de Daniel
- Nikki Benz como Stripper

## Produção
O filme foi anunciado pela primeira vez por Bay depois do lançamento de Transformers: Revenge of the Fallen, em 2009. Bay afirmou que queria fazer o filme entre os segundo e terceiro filmes da franquia Transformers. No entanto, o projeto foi colocado em espera quando a Paramount Pictures deu o terceiro filme, Transformers: Dark of the Moon uma data de lançamento em 2011.
Enquanto fazendo a divulgação Dark of The Moon, Bay disse que Pain & Gain seria seu próximo projeto e que teria um orçamento de U$ 20 milhões de dólares, tornando-o menor orçado de filme do diretor, desde seu primeiro filme, Bad Boys. Por diversas vezes Bay adiou Pain and Gain devido aos compromissos assumidos para rodar os três primeiros filmes da série Transformers. Como todos foram sucesso de público, a Paramount Pictures queria que Bay retornasse para um quarto filme da série. O diretor concordou, desde que tivesse tempo para rodar este filme antes. O estúdio aceitou a proposta e, desta forma, agendou Transformers 4 apenas para 2014.
Segundo Johnson, este é um "projeto de estimação" do diretor de Transformers, que está em desenvolvimento há alguns anos.

Pain and Gain está ótimo. Tive a chance de ler o roteiro há uns oito anos, quando ele me entregou o roteiro, e eu já adorei na época. Ele fez outros filmes, eu fiz outros filmes também. Mas o ciclo voltou ao começo, era o momento de fazer esse filme e está indo muito bem. Estamos quebrando tudo lá em Miami— The Rock
Em 13 de fevereiro de 2012, foi confirmado que o orçamento do filme seria financiado pela Paramount Pictures, como parte de um acordo de dois filmes com Michael Bay e o orçamento seria de U$ 25 milhões de dólares. Bay confirmou mais tarde que o filme iria começar a ser filmado em Miami.

## Recepção da crítica
Pain and Gain recebeu críticas mistas. O site Rotten Tomatoes deu uma aprovação de 50%, baseado em 187 criticas com uma média de 5.3/10. O consenso do site diz: Com um humor leve e violência pesada pain and gain é um ótimo filme para maiores de 18, engraçado e violento. No site Metacritic o filme tem uma aprovação de 45%.